# ORP Sęp (1938)
| «Семп»                                                                  | «Семп»                                                  | «Семп»                                                  |
| ----------------------------------------------------------------------- | ------------------------------------------------------- | ------------------------------------------------------- |
| ORP Sęp (1938)                                                          |                                                         |                                                         |
|                                                                         |                                                         |                                                         |
| Польський підводний човен «Семп» у Вліссінгені. Листопад 1939           |                                                         |                                                         |
| Верф                                                                    | Rotterdamsche Droogdok Maatschappij, Роттердам          | Rotterdamsche Droogdok Maatschappij, Роттердам          |
| Під прапором                                                            | Польща                                                  | Польща                                                  |
| Належність                                                              | Військово-морські сили Польщі                           | Військово-морські сили Польщі                           |
| Порт приписки                                                           | Гдиня                                                   | Гдиня                                                   |
| Замовлення                                                              | 29 січня 1936                                           | 29 січня 1936                                           |
| Закладений                                                              | листопад 1936                                           | листопад 1936                                           |
| Спуск на воду                                                           | 17 жовтня 1938                                          | 17 жовтня 1938                                          |
| Введений до складу флоту                                                | 16 квітня 1939                                          | 16 квітня 1939                                          |
| Виведений зі складу флоту                                               | 15 вересня 1969                                         | 15 вересня 1969                                         |
| На службі                                                               | 1939–1969                                               | 1939–1969                                               |
| Сучасний статус                                                         | у 1972 році розібраний на брухт                         | у 1972 році розібраний на брухт                         |
| Бойовий досвід                                                          | Друга світова війна Польська кампанія                   | Друга світова війна Польська кампанія                   |
| Проєкт                                                                  |                                                         |                                                         |
| Тип ПЧ                                                                  | дизель-електричний великий підводний човен              | дизель-електричний великий підводний човен              |
| Розробник проєкту                                                       | De Schelde                                              | De Schelde                                              |
| Основні характеристики                                                  |                                                         |                                                         |
| Швидкість (надводна)                                                    | 19,4 вузлів (35,9 км/год)                               | 19,4 вузлів (35,9 км/год)                               |
| Швидкість (підводна)                                                    | 8,9 вузлів (16,6 км/год)                                | 8,9 вузлів (16,6 км/год)                                |
| Робоча глибина занурення                                                | 80 м                                                    | 80 м                                                    |
| Дальність плавання                                                      | 7169 миль (13 277 км) на швидкості 10 вузлах (надводна) | 7169 миль (13 277 км) на швидкості 10 вузлах (надводна) |
| Екіпаж                                                                  | 50-53 офіцери та матроси                                | 50-53 офіцери та матроси                                |
| Розміри                                                                 |                                                         |                                                         |
| Довжина найбільша (по КВЛ)                                              | 84 м                                                    | 84 м                                                    |
| Ширина корпусу найб.                                                    | 6,7 м                                                   | 6,7 м                                                   |
| Середня осадка (по КВЛ)                                                 | 4,2 м                                                   | 4,2 м                                                   |
| Водотоннажність надводна                                                | 1110 тонни                                              | 1110 тонни                                              |
| Силова установка                                                        |                                                         |                                                         |
| Дизель-електрична: 2 дизельні двигуни 6QD42 Sulzer 2 електродвигуни BBC |                                                         |                                                         |
| Гвинти                                                                  | 2                                                       | 2                                                       |
| Потужність                                                              | 4 740 к.с. (дизелі) 1100 к.с. (електродвигуни)          | 4 740 к.с. (дизелі) 1100 к.с. (електродвигуни)          |
| Озброєння                                                               |                                                         |                                                         |
| Артилерія                                                               | 1 × 105-мм корабельна гармата Bofors                    | 1 × 105-мм корабельна гармата Bofors                    |
| Торпедно- мінне озброєння                                               | 12 × 533-мм торпедних апаратів 20 торпед                | 12 × 533-мм торпедних апаратів 20 торпед                |
| ППО                                                                     | 2 (1 × 2) × 40-мм зенітних гармати Bofors L60           | 2 (1 × 2) × 40-мм зенітних гармати Bofors L60           |

«Семп» (пол. ORP Sęp (1938) — польський військовий корабель, дизель-електричний підводний човен типу «Ожел», що входив до складу Військово-морських сил Польщі за часів Другої світової війни.

## Історія створення
Підводний човен «Семп» був закладений у листопаді 1936 році на верфі голландської компанії Rotterdamsche Droogdok Maatschappij у Роттердамі. 17 жовтня 1938 року він був спущений на воду. 16 квітня 1939 року корабель уведений в експлуатацію.

## Історія служби
За кілька днів до початку війни «Семп» під командуванням командора-підпоручика Владислава Саламона увійшов у морський порт Гель. 1 вересня, у перший день війни, підводний човен вийшов у свій сектор патрулювання за планом Ворека, забезпечуючи оборону польського узбережжя. 2 вересня він атакував німецький есмінець «Фрідріх Ін» однією торпедою, але промахнувся, а есмінець відповів потужною контратакою, завдавши човну пошкодження глибинними бомбами, що спричинило витік води. 3 вересня «Семп» був знову атакований німецьким підводним човном U-14 і отримав ще більше пошкоджень, що спричинило більше витоків на кораблі. Маючи чітко розкрите для противника положення, підводний човен залишив призначений йому сектор і вирушив у напрямку острова Готланд. Протягом наступних кількох днів він перебував в околицях Швеції, його екіпаж намагався власноруч усунути пошкодження, а капітан просив дозволу повернутися на базу для проведення додаткових ремонтних робіт, у чому йому було відмовлено.
13 вересня підводний човен отримав наказ, за яким, якщо можливо, кораблю слід прямувати до Англії, а в іншому випадку бути інтернованим у нейтральному шведському порту. Спочатку екіпаж вирішив відплисти до Англії, але протягом наступних кількох днів стан судна ще більше погіршився: під час занурення в корабель потрапляли серйозні витоки води, а саме занурення займало до 30 хвилин, що неприйнятно довго, якщо човен планує успішно пройти німецькі патрулі на шляху до берегів Британських островів. 15 вересня командир Владислав Саламон вирішив відплисти до Швеції, де 17 вересня підводний човен був інтернований шведською владою. Наприкінці вересня корабель було знято з озброєння, а його силові установки виведені з ладу.
Після закінчення війни 23 червня 1945 року до Швеції прибула польська військова комісія, щоб організувати повернення інтернованих підводних човнів «Семп», «Жбік» і «Рись» до Польщі. 5 вересня підводні човни офіційно повернулися під контроль Польщі, а після ремонтних робіт 21 жовтня залишили Швецію і 25 жовтня досягли польського узбережжя.
30 листопада 1945 року «Семп» був знову офіційно зарахований до складу ВМС Польщі. У 1946 році був переозброєний торпедами та гарматами радянського калібру. У 1959 році підводний човен став навчальним кораблем.
15 вересня 1969 року корабель було знято з експлуатації і згодом утилізовано в 1972 році.